# فرناندو تاتيس
فرناندو تاتيس (مواليد 1 يناير 1975) هو لاعب كرة قاعدة دومنيكي سابق، لعب لأندية تكساس رينجرز، سانت لويس كاردينالات، منتريال أكسبوز، بالتيمور أوريولز ونيويورك ميتس. ابن تاتيس الأكبر فرناندو تاتيس الابن يلعب في نادي سان دييغو بادريس.